# Rienzi
Rienzi (plným názvem německy Rienzi, der Letzte der Tribunen — Rienzi, poslední z Tribunů) je raná opera Richarda Wagnera. Její libreto napsal sám skladatel na motivy románu Edwarda Bulwer-Lyttona pojednávajícím o Colovi di Rienzo, osobnosti pozdně středověkého Říma.
Svoji premiéru měla opera dne 20. října 1842 v Královském dvorním divadle v Drážďanech. Zaznamenala obrovský ohlas a i přesto, že dnes nepatří mezi Wagnerovy nejúspěšnější opery, měla zásadní vliv na profilaci skladatele. Doslova přes noc se díky Rienzimu Wagner zapsal do povědomí drážďanského, později celoněmeckého lidu a z neznámého skladatele byl záhy respektovanou osobností. Po boku uznávané sopranistky Wilhelmine Schröder-Devrient vystoupil v roli Rienziho pěvec českého původu Josef Tichatscheck. Ten mj. ve světové premiéře zpíval rovněž ústřední roli Wagnerovy další opery Tannhäuser (Drážďany, 1845).

## Vybrané české premiéry
- Praha (Stavovské divadlo): 24. října 1859 (česká premiéra – ve smyslu území).[1]
- Praha (Národní divadlo): 4. října 1991 (ve Smetanově divadle, dirigoval Ivan Pařík).[2]
- Ostrava (Národní divadlo moravskoslezské): 16. ledna 1982 (dirigent Ivan Pařík).
- Plzeň: 18. března 1914 (česká premiéra – ve smyslu, že byla hrána českým ensemblem).[3]

## Osud partitury
Richard Wagner věnoval partituru své opery Rienzi bavorskému králi Ludvíku II. Z rodinného archivu Wittelsbachů si ji později vzal německý kancléř Adolf Hitler. Dnes je partitura ztracená.

## Zajímavosti
Rienzi je pětiaktové dílo v duchu Velké francouzské opery. Mezi často interpretované části patří především předehra, ale také modlitba Rienziho (Allmächtger Vater).